# Intern Academy
Intern Academy é um filme de comédia canadense de 2004 escrito e dirigido por Dave Thomas. Ele tem várias alternativas de títulos, incluindo os títulos de produção An Intern's Diary, Whitecoats e Interns. No Canadá, o título em inglês é Intern Academy, enquanto o título francês é Médecin en herbe. Nos EUA o título do DVD é White Coats. O título italiano é "L'ospedale piu' sexy del mondo", literalmente "O Hospital mais Sexy no Mundo".

## Enredo
A história segue um grupo de estagiários e enfermeiros que trabalham em St. Albert, o pior hospital de ensino no Canadá, e como eles tentam lidar com o trabalho e a relação com o estresse.
Executado pelo administrador Dr. Cyrill Kipp, o hospital só consegue ficar aberto porque Kipp vende os equipamentos hospitalares no mercado negro.
Durante o trabalho, o treinamento é ministrado pelo Dr. Olson. Os alunos incluem Mike Bonnert, cujos pais são médicos, Mitzi Cole, que trabalha como stripper para pagar o seu caminho através da escola, e a inocente Christine, que perde suas inibições quando intoxicada.
Mike descobre que sua namorada, a Mitzi, se tornou sexualmente ativo com outro estagiário. Eles começam a lutar no necrotério, utilizando de órgãos humanos, como armas. Eles são presos e expulsos do St. Albert. Mas quando um acidente ocorre, eles retornam para ER para ajudar os pacientes. Um paciente, que estava salvo em uma cirurgia de emergência, era um bilionário, e salva o hospital de ir à falência.

## Elenco
- Peter Oldring como Mike Bonnert
- Pat Kelly como Dale Dodd
- Viv Leacock como Marlon Thomas
- Ingrid Kavelaars como Mira Towers
- Jane McLean como Christine Lee
- Christine Chatelain como Mitzi Cole
- Lynda Boyd como Cynthia Skyes
- Carly Pope como Sarah Calder
- Dave Foley como Dr. Denton Whiteside
- Dave Thomas como Dr. Omar Olson
- Dan Aykroyd como Dr. Cyrill Kipp
- Maury Chaykin como Dr. Roger de 'Tony' Toussant
- Matt Frewer como Dr. Anton Keller
- Saul Rubinek como Dr. Sam Bonnert
- Sue Huff como Dr. Susan Bonnert
- Rochelle Loewen como Buxom Enfermeira

## DVD
- A região 1 o DVD foi lançado em 25 de julho de 2006.
- A região 2 o DVD foi lançado em 28 de Maio de 2007.